# المالية العامة في كوستاريكا
نمط الإنفاق العام والإيرادات في كوستاريكا نموذجي لبلد متوسط الدخل. وفقًا لكتاب حقائق العالم لوكالة المخابرات المركزية، في عام 2012، بلغت عائدات الحكومة المركزية 6.949 مليار دولار أمريكي، بينما بلغت النفقات 8.937 مليار دولار أمريكي. في السنوات الأخيرة، نمى الإنفاق بشكل أسرع من الدخل، مما أدى إلى حدوث عجزفي الميزانية.

## الإيرادات
المصادر الرئيسية للإيرادات هي ضرائب الدخل والضرائب غير المباشرة واشتراكات الضمان الاجتماعي والرسوم الجمركية. وفقًا للأرقام التي أعدتها حكومة كوستاريكا لصندوق النقد الدولي، فإن التوزيع الأساسي كنسبة مئوية من الناتج المحلي الإجمالي كما هو موضح في الجدول أدناه.
| البند (٪ الناتج المحلي الإجمالي) | 2007 | 2008 | 2009 |
| -------------------------------- | ---- | ---- | ---- |
| عائدات الضرائب                   | 15.2 | 15.6 | 13.9 |
| الضرائب المباشرة                 | 4.6  | 5.1  | 4.7  |
| ضريبة المبيعات                   | 5.9  | 6.0  | 5.0  |
| المكوس والجمارك وغيرها           | 4.8  | 4.6  | 4.3  |
| الإيرادات غير الضريبية           | 0.3  | 0.2  | 0.3  |
| المساهمات في الضمان الاجتماعي    | 6.3  | 6.7  | 7.1  |
| الميزان التشغيلي للمؤسسات العامة | 1.0  | 0.5  | 0.6  |
| إجمالي الإيرادات                 | 22.8 | 23.1 | 21.9 |

لا توجد ضريبة القيمة المضافة في كوستاريكا، ولكن هناك ضريبة مبيعات مطبقة عمومًا بنسبة 13٪ والتي تؤدي إلى جانب الضرائب الانتقائية على سلع استهلاكية معينة، إلى زيادة حوالي نصف الإيرادات الحكومية. ترتفع معدلات ضريبة الدخل مع الدخل المبلغ عنه، بدءًا من 10٪ للدخل السنوي على 41.112.000 كولون كوستاريكي. اعتبارًا من عام 2010، ينطبق المعدل الأعلى البالغ 30٪ على الأشخاص الذين يزيد دخلهم عن 82,698,000 كولون كوستاريكي. اسميا، أرباب العمل مسؤولون عن الجزء الأكبر من مساهمات الضمان الاجتماعي.

## المصروفات
أكبر مكونات الإنفاق في كوستاريكا هي:
- التعليم (21.3٪ من الإنفاق الحكومي في عامي 2007/2008)
- الحماية الاجتماعية (21.1٪)
- الرعاية الصحية (19٪).

لا يوجد إنفاق على الدفاع حسب المصدر المرفق. من الناحية النقدية، ارتفع الإنفاق بشكل حاد: ارتفع الإنفاق على الرعاية الصحية بمعامل 4.5 بين عامي 1999 و 2008، في حين ارتفعت الحماية الاجتماعية بمقدار 4 أضعاف خلال نفس الفترة.

## الاقتراض والديون
وفقا لصندوق النقد الدولي (مصدر الجدول أدناه)، 
في معظم السنوات الأخيرة، عانت كوستاريكا من العجز المالي، ولكن في عامي 2007 و 2008 تم الإبلاغ عن فوائض صغيرة في الميزانية. إلى جانب بعض النمو في الاقتصاد الكوستاريكي، أدى ذلك إلى انخفاض نسبة الدين إلى الناتج المحلي الإجمالي. شهد عام 2009م انخفاضًا كبيرًا في حالة المالية العامة ويتوقع صندوق النقد الدولي عجزًا من 2010م إلى 2013م.
| البند (٪ الناتج المحلي الإجمالي)                        | 2007 | 2008 | 2009 | 2010 (تقديريًا) |
| ------------------------------------------------------- | ---- | ---- | ---- | -------------- |
| الرصيد الكلي (٪ من الناتج المحلي الإجمالي)              | 1.2  | 0.1  | -4.0 | -4.5           |
| ديون القطاع العام المجمعة (٪ من الناتج المحلي الإجمالي) | 43.2 | 35.7 | 37.9 | 37.9           |

وانخفضت ديون القطاع العام المملوكة خارجيًا من 7.7٪ من الناتج المحلي الإجمالي عام 2007 إلى 5.5٪ عام 2008.

## روابط خارجية
- وزارة المالية في كوستاريكا (بالإسبانية)